# Mount Juliet
Mount Juliet is een plaats (city) in de Amerikaanse staat Tennessee, en valt bestuurlijk gezien onder Wilson County.

## Demografie
Bij de volkstelling in 2000 werd het aantal inwoners vastgesteld op 12.366.
In 2006 is het aantal inwoners door het United States Census Bureau geschat op 19.369, een stijging van 7003 (56.6%).

## Geboren in Mount Juliet
- Johnnie Wright (1914- 2011), country-zanger
- Caleb Followill (14 januari 1982), rockzanger en gitarist (v.d. band Kings of Leon)

## Geografie
Volgens het United States Census Bureau beslaat de plaats een oppervlakte van
43,0 km², waarvan 42,1 km² land en 0,9 km² water.

## Plaatsen in de nabije omgeving
De onderstaande figuur toont nabijgelegen plaatsen in een straal van 20 km rond Mount Juliet.